# Arkhànguelskoie (Vorónej)
Arkhànguelskoie - Архангельское (rus) - és un poble de l'óblast de Vorónej, a Rússia, segons el cens del 2018 tenia 2.165 habitants.